# Явор-Кольонія
Явор-Кольонія (пол. Jawor-Kolonia) — село в Польщі, у гміні Мнішкув Опочинського повіту Лодзинського воєводства.
Населення — 134 особи (2011).
У 1975-1998 роках село належало до Пйотрковського воєводства.

## Демографія
Демографічна структура станом на 31 березня 2011 року:
|          | Загалом | Допрацездатний вік | Працездатний вік | Постпрацездатний вік |
| -------- | ------- | ------------------ | ---------------- | -------------------- |
| Чоловіки | 71      | 14                 | 54               | 3                    |
| Жінки    | 63      | 12                 | 36               | 15                   |
| Разом    | 134     | 26                 | 90               | 18                   |